# Mîkolaivka, Bârzula
Nicolaevca (în ucraineană Миколаівка, transliterat: Mîkolaivka) este un sat în comuna Cuialnic din raionul Bârzula, regiunea Odesa, Ucraina.

## Demografie
Componența lingvistică a localității Nicolaevca
     Ucraineană (91,38%)
     Română (6,03%)
     Rusă (1,72%)
Conform recensământului din 2001, majoritatea populației localității Nicolaevca era vorbitoare de ucraineană (91,38%), existând în minoritate și vorbitori de română (6,03%) și rusă (1,72%).